# Vértes (hegység)
A Vértes, vagy ritkábban Vértes hegység (németül: Schildgebirge), gyakran és helytelenül Vértes-hegység szűken vett területe, amely a Dunántúli-középhegység 314 négyzetkilométer nagyságú része a Bakony és a Gerecse között terül el a Velencei-hegység és a Velencei-tó szomszédságában, két megyeszékhely, Székesfehérvár és Tatabánya közötti területen. A Vértes mint tájegység 300–400 méter magas hegységet és az azt körülvevő pusztákat, réteket foglal magába.
A síkság és a hegység találkozásában rendkívül változatos domborzati viszonyok és klímahatások eredményeként ritka, gazdag élővilág figyelhető meg. A hófehér dolomittömbök tagolta hegyoldalak déli peremét szubmediterrán klímaviszonyok mellett sziklagyepek és karsztbokorerdők borítják, míg a völgyek északi oldalán magashegységet idéző, alhavasi jellegű növényritkaságok rejtőznek.
Ősszel a déli Vértesben a kivillanó fehér sziklákat díszítő, sokak szerint a kanadai indián nyarat idéző színpompában, a cserszömörce sokszínű lombszíneződésében gyönyörködhet az idelátogató.

## Neve
A Vértes a nevét egy történelmi esemény következtében kapta.
III. Henrik német-római császár 1051-ben nagy hadjáratot indított Magyarország ellen. Hadai a Dunával párhuzamosan haladtak a szárazföldön, a folyón pedig hadi gépekkel, katonákkal, élelmiszerrel megrakott hatalmas hajóhad követte. I. András, a magyar király ravasz hadicsellel a hódítók előtt haladva az egész vidéket kiürítette, a lakosságnak megparancsolta, hogy jószágával, minden ingóságával a hegyekbe vonuljon és mindent fölégetett. Az ellenség sem a katonaság, sem a lovai számára nem talált élelmet. A német császár lóhalálban futárt küldött a dunai hajóhadhoz, hogy sürgősen küldjenek élelmet seregének. A küldöncöt a magyarok elfogták és még egy ravasz hadicsellel egy német paraszttal a császár nevében azt az utasítást adták a hajóhadnak, térjen vissza a Németországba, mert ő is visszavonul, mivel az országot ellenség támadta meg. A hajóhad vissza is vonult, Henrik császár így hiába várta a segítséget, éhező seregét meg váratlan rajtaütésekkel, főleg éjszakánként állandóan zaklatták, nyilazták a magyarok. A német császár kénytelen volt békéért könyörögni. A magyar király ötven óriási vizát küldött a császárnak, és ezenfelül kétezer szalonnát, ezer ökröt, több kenyeret, mint amennyit elbírtak, juhot és még rengeteg bort is. A katonák nagy örömükben, hogy megmenekültek a halál torkából, futottak haza, elhagyva felszerelésüket, elhajigálva pajzsaikat, fegyvereiket, vértjeiket. Vértjeik szinte beborították a hegyoldalakat. Éppen ezért a hegységet mind a mai napig Vértesnek hívják.

## Földrajza

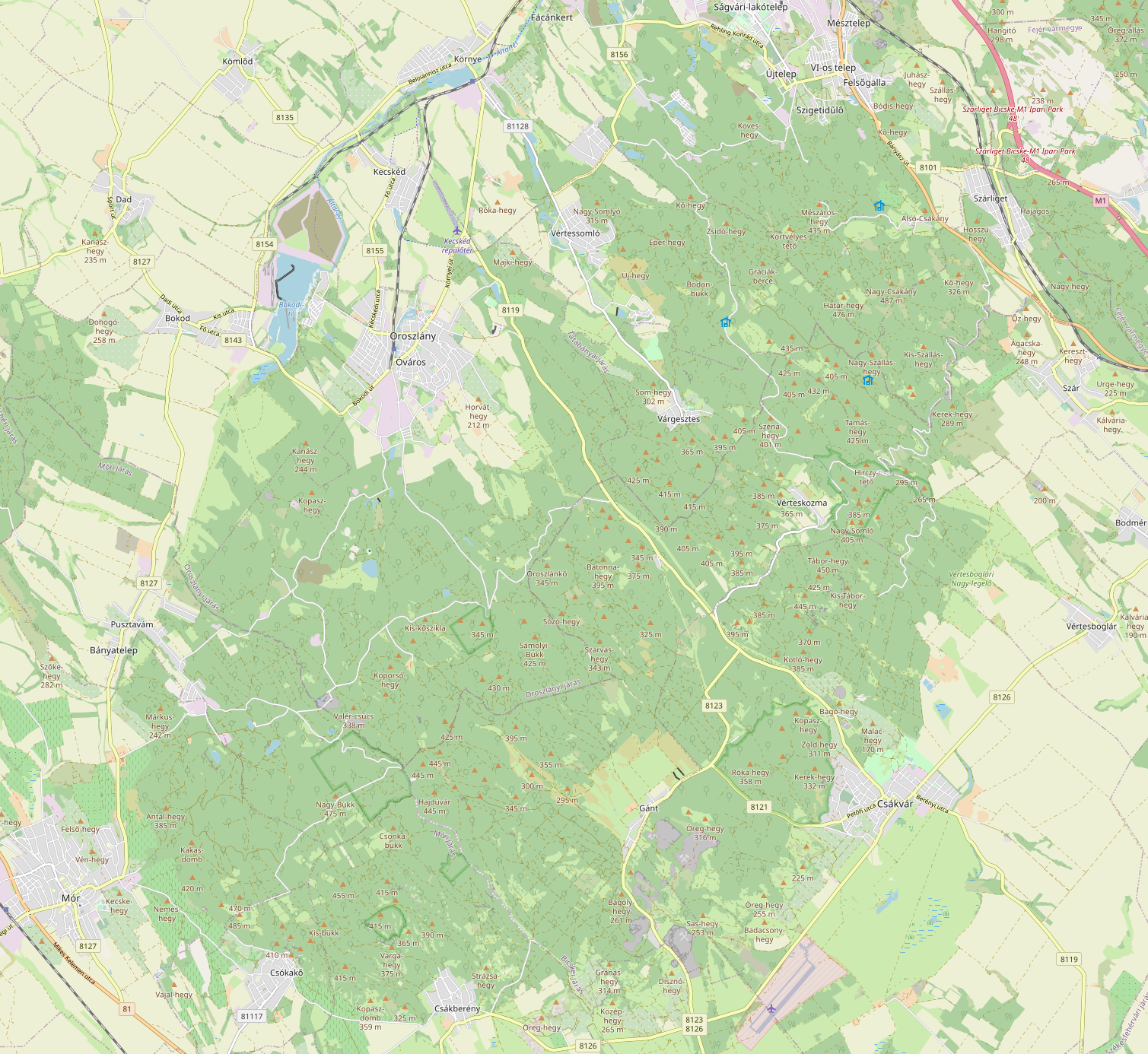
A Vértes-hegység térképe

### Elhelyezkedése
A Vértes a Dunántúli-középhegység része, annak délnyugat-északkelet irányú vonulatai közé illeszkedik. Délnyugaton a hegység futására merőleges (északnyugat-délkelet irányú) Móri-árok, északkeleten a Tatai-árok választja el a Dunántúli-középhegység szomszédos tagjaitól (előbbi a Bakonytól, utóbbi a Gerecsétől). A hegység hossza kb. 30 km, szélessége 10–15 km.

### Kialakulása
A Vértes kőzeteinek legnagyobb része a földtörténeti középidő triász időszakának végén keletkezett fődolomit. A kőzet sekély, trópusi tengerekben lerakódott üledékekből jött létre. Fehéres színű, merev és tömött, rosszul oldódik, de jó vízvezető és víztároló. Az egykori tengeri élővilág nyomai (pl. Megalodus-kagylók) Csákányospuszta közelében lévő leletek őrizték meg, ahol a gyöngyképződés legkorábbi bizonyítéka is megtalálható. A szintén felső-triász korú, jól karsztosodó dachsteini mészkő a Vértesnek csak egy keskeny, nyugati sávjában fordul elő.
A jura időszakban keletkezett vöröses mészkövek ("piszkei márvány", "tatai márvány") a Gerecsével ellentétben a Vértesben csak kisebb területen fordulnak elő (Csóka-hegy, Vértessomló környéke), ám többfelé megtalálható görgetegeik arra utalnak, hogy valaha nagyobb mennyiségben bukkantak a felszínre, de mára nagyrészt lepusztultak.

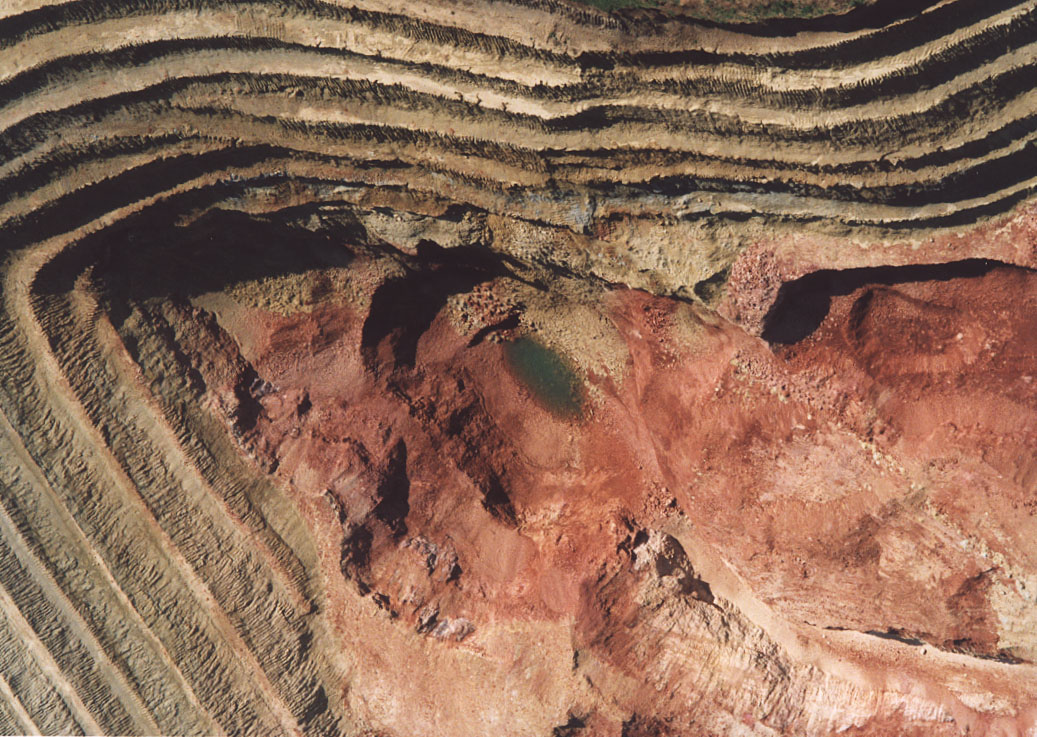
A gánti bauxitbánya

A kréta időszakban a Tethys-óceán medencéjének bezáródásaként megindult az alpi hegységképződés. E folyamattal együtt a Vértes kőzetei is kiemelkedtek, szárazfölddé váltak. Ekkor alakult ki a hegység rögös szerkezete is, az egyes rögök kisebb-nagyobb szigeteket alkotva sorakoztak az óceán partján. Homokkő és márga keletkezett ekkor. A terület éghajlata továbbra is trópusi volt, így a kőzetekbe szivárgó meleg, szén-dioxidban gazdag víz leszivárgása miatt megindult a karsztosodás. Trópusi kúpkarsztok alakultak ki a mállás maradéka pedig karsztos üregekben, töbrökben halmozódott fel. Ebben a maradékban feldúsult az alumínium mennyisége, vagyis kialakult a gibbsit és böhmit ásványok keverékéből álló karsztbauxit. A Vértes bauxitját vasvegyületek színezik vörösesre, a málladék áthalmozódása miatt pedig kisebb-nagyobb gömbhéjas szerkezetű képződmények is előfordulnak benne. Bányásznak mangánt és barnakőszenet is.
Az újidő harmadidőszakában folytatódott a kőzetek összetöredezése a változó irányú nyomóerőknek köszönhetően. A területet többször tengerelöntés érte, (ilyenkor újabb üledékes kőzetek keletkeztek) illetve újra kiemelkedett (ilyenkor megindult az üledékek lepusztulása). A lesüllyedő területek felszínét a rájuk rakodó újabb üledékek megvédték és megőrizték, de kiemelkedésükkor a takarórétegek lepusztulásával az eredeti térszín újra felszínre kerülhetett. Ennek köszönhetően őrződött meg a gánti bauxitkészlet.
Az eocén kor gazdag tengeri élővilágának emléke a "formai rétegekben" lerakódott mészkövek miatt maradt fenn. Ezekben 165 csiga és 35 kagylófajt találtak, köztük partközeli és mélytengeri fajok (pl. Nummulitesek) egyaránt előfordulnak. A tengerpartok mocsárerdőinek fái adták az oroszlányi és a tatabányai szénmedence barnakőszenének alapanyagát. Ezeket a később rájuk települt agyagos-márgás sekélytengeri üledékek óvtak meg a lepusztulástól. Az oligocénben a terület már a mérsékelt övezetbe tartozott. A Vértessomló környéki barnakőszén alapanyagát már fenyő-, dió-, tölgy-, éger-, gyertyán- vagy platánerdők adták. Vas- és kovaoldatok cementálták össze azt a homokot és kavicsot, ami a hárshegyi homokkövet alkotja.
A tenger fokozatos visszahúzódása a miocén végéig tartott. Ebben az időben a Vértes tönkösödő központi része még mindig szigetként emelkedett ki a vízből, a folyamatosan változó futású partok mentén pedig lajtamészkő és szarmata mészkő, márga és agyag alakult ki. A miocén végén a Pannon-tenger visszahúzódott, vize fokozatosan kiédesedett. Homokos, agyagos üledékek képződtek benne, melyek élővilágát például a balatoni kecskekörömként ismert Congeria kagyló jellemezte.
A pliocénben és a pleisztocénben a Kárpátok nyugati hegyeinek vizeit még a Móri-árok vezette le, Így itt vastag folyami üledékek gyűltek össze. A Duna megjelenésével a terület szárazzá vált, homokját a szél halmozta át. A melegebb és szárazabb pliocén élővilágának (pikermi fauna) nyomai a Csákvári-barlang üledékeiben maradtak fenn. A pleisztocén hűvösebb időszakában az északról a szél által ideszállított lösz halmozódott fel a hegység medencéiben, akár 350 méteres tengerszint feletti magasságig. A löszben vízmosások, később emberi hatásra löszmélyutak keletkeztek. A szőlőművelés megjelenésével a borospincék nagy részét is löszfalba vájták. Az ember tájalakító munkáját jelzik még a bányagödrök, a mélyszinti bányák feletti terepsüllyedések és a meddőhányók.

### Felszíne
A Vértes alacsony középhegység. Legmagasabb pontja a Nagy-Csákány (487 m) sem éri el az 500 métert. Kialakulása, kőzetei, valamint a környezetéhez képest jelentős kiemelkedése miatt mégis hegységnek tekinthetjük. Hullámos, fennsíkszerű tetőszintje kb. 400 méteres magasságban húzódik, ebből emelkednek ki magasabb csúcsai (Nagy-Csákány, Körtvélyes, Csóka-hegy). A hegység legnagyobb részét dolomit építi fel, így lejtői meredekek, helyenként szinte függőleges falakat alkotnak. Völgyei mélyek, szűkek, de vízben szegények.
A Vértes egységes tömegétől csak a tatai Kálvária-domb és az Alcsút környéki rögök különültek el. Belső tömbjét csak kisebb medencét tagolják (pl. Gánti-medence), a hegységen átvezető néhány út merev szerkezeti völgyben fut. Nyugati részén a rögök megsüllyedtek, ezekre telepedett az eocénben a barnakőszén.

#### Legmagasabb csúcsai[8]
| - Nagy-Csákány 487 m - Körtvélyes 480 m - Csóka-hegy 479 m - Határ-hegy 476 m - Nagy-Szállás-hegy 474 m - Körtvélyes (Bikkavas) 463 m - Nagy-Tábor 460 m - Nagy-Bükk 456 m - Kis-Bükk 441 m - Pátrácos-hegy 441 m | - Mészáros-hegy 435 m - Magas-hegy 430 m - Nagy-Széna-hegy 427 m - Sámolyi-Bükk 423 m - Nagy-Tiszta 413 m - Öreg-Bükk 408 m - Bánya-hegy 406 m - Szőlő-hegy 404 m - Üző-hegy 403 m - Nagy-Kutya-orom 401 m |

### Barlangjai
104 barlang vált ismertté a hegységből. A leginkább triász fődolomitból felépülő Vértesben a kőzetanyag karsztosodásra kevésbé alkalmas. Ezért a magyarországi, földrajzi kistájakkal összehasonlítva, általában csak kisméretű barlangok találhatók a területen. Többségük hasadékképződés, hévizes oldások vagy a dolomit aprózódása miatt alakult ki.
- A Csákvári-barlang az őslénytani leletei miatt lett híres. A hegység harmadik leghosszabb barlangja. Fokozottan védett barlang.
- A Gánti-barlang 149 méter hosszú. A hegység második leghosszabb barlangja. Megkülönböztetetten védett barlang.
- A Vértessomlói-barlang egy fokozottan védett barlang. A Vértes leghosszabb és harmadik legmélyebb barlangja. Az előző két barlangtól eltérően, dachsteini mészkőben jött létre.

A Hamar-barlang a legmélyebb, a Dűlt-kúti-víznyelőbarlang a második legmélyebb barlang. A Dűlt-kúti-víznyelőbarlang egyik, dachsteini mészkőben kialakult járata eléri a karsztvízszintet, ahol nyolc méter mélynek tudták megmérni a víz függőleges kiterjedését. A Nagy-tisztai-gödör volt az első olyan barlang a hegységben, amelyről meg lett állapítva, hogy víznyelőbarlangként működik, bár a kialakulásáról eltérnek a vélemények.

### Éghajlata
Az évi középhőmérséklet a hegységben 9-10 °C. A Vértes nyugati oldalán a csapadék 600–700 mm évente, maximuma májusban van. Télen a környező területeknél gyakrabban fordul elő vastag, tartós hótakaró. Kis területe ellenére éghajlata nagy eltéréseket mutat a domborzat miatt. Északi oldalán, főleg a szűk szurdokvölgyekben hűvös, nedves, szinte magashegységi, míg a napos déli lejtőkön meleg, száraz, szinte mediterrán hatásokat mutató éghajlat alakult ki.

### Vízrajza
A Vértes felszíni vízfolyásokban és forrásokban szegény, mert a karsztos kőzetekben mélyre szivárgó vizet csak a karsztvíz szintje alá nyúló völgyek tudják megcsapolni. A hegység csapadékát kisebb vízfolyások vezetik le: észak felé ömlik a Dunába az Által-ér, délkelet felé pedig a Gaja-patakba ömlő Móri-víz. A Császár-víz a Velencei-tó egyik fő táplálója.
A Vértesben csak mesterséges tavak találhatóak, melyeket a környező ipari üzemek vízigényének kielégítésére alakították ki. Legnagyobbak a Bokodi-hűtőtó (170 hektár) a tatabányai Erőmű-tó (37 hektár), a Környei-tó (30 hektár), a Bokodi-(Öreg-)tó (4,5 hektár) és az Oroszlányi-tó (2 hektár).

### Növényzete
A hegység élővilága gazdag, mely elsősorban a dolomit és mészkő változatos formáinak, a tagolt domborzat miatt kialakult mikroklímáknak és a viszonylagos természetközeli állapotának köszönhető.

#### Flórája
A Vértes faunája a Bakonyicum flóravidék veszprémi flórajárásához tartozik, de területén pontusi-mediterrán fajok is előfordulnak. A fás növénytársulások mellett gyakoriak a sziklagyepek, melyek sok ritka növénynek nyújtanak élőhelyet. 
Az erdők fele cseres-tölgyes, melynek gazdag gyepszintjén csenkeszek, hegyi sás, harangvirág, és hölgymál él. A szárazabb, lúgos talajú területeken mészkedvelő tölgyesek (molyhos-, kocsánytalan- és csertölgy) jellemzőek, ahol a cserjeszint is fejlett (húsos som, veresgyűrűs som, ostorménfa), a gyepszinten pedig tarka nőszirom, magyar zergevirág, orvosi macskagyökér és a nagy ezerjófű honosak.
A déli lejtőkön a szárazságtűrő karsztbokorerdők fordulnak elő. Fái a molyhos tölgy, a virágos kőris, cserjéi a cserszömörce, pukkanó dudakürt és berkenyefajok, lágyszárúi a sziklai üröm, borzas szulák és a sulyoktáska. Csákvár felett a keleti gyertyán, a dolomit sziklagyepeken pedig a medvefül kankalin a különleges növények.
Az északi területeken a  hegység kis magassága ellenére is előfordulnak bükkösök, ahol a névadó faj hegyi juharral, hegyi szillel és nagylevelű hárssal, helyenként magas kőrissel elegyedik. Az aljnövényzetben iszalag, gímpáfrány, vérehulló fecskefű, erdei turbolya, nehézszagú gólyaorr, kontyvirág és pézsmaboglár élnek. A naposabb lejtőkön hársas törmeléklejtő-erdők találhatóak. A sziklákon hólyagpáfrány, hölgyharaszt, vesepáfrány, zöld fodorka húzódnak meg.
Ezen kívül gyertyános-tölgyesek, a patakok mentén égeresek és telepített feketefenyvesek teszik változatosabbá a Vértes növénytársulásait.
A fokozottan védett Fáni-völgy szikláin nyílik a cifra kankalin. Ez a növényfaj igen kényes. Alhavasi faj, a sziklás környezetet és a napfényt kedveli, de egyben hűs, páradús levegőre is szüksége van.
A Vértesben élő növényfajok a következők: farkasölő sisakvirág (Aconitum vulparia), lángszínű hérics (Adonis flammea), pézsmahagyma (Allium moschatum), pirosló disznóparéj (Amaranthus deflexus), festő pipitér (Anthemis tinctoria), borzas turbolya (Anthriscus caucalis), (Aphanes arvensis), kereklevelű kapotnyak (Asarum europaeum) csillagőszirózsa (Aster amellus), kisvirágú csűdfű (Astragalus austriacus), molyhos nyír (Betula pubescens), poloskagyom (Bifora radians), kései gyíkpohár (Blackstonia acuminata), kis holdruta (Botrychium lunaria), harasztos káposzta (Brassica elongata), (Bromus catharticus), (Bupleurum rotundifolium), sziki buvákfű (Bupleurum tenuissimum), erdei pereszlény (Calamintha sylvatica), halvány harangvirág (Campanula cervicaria), horgas bogáncs (Carduus hamulosus), lápi sás (Carex davalliana), deres sás (Carex flacca), barna sás (Carex hostiana), terpedt búzavirág (Centaurea diffusa),  vastövű imola (Centaurea scabiosa), piros madársisak (Cephalanthera rubra), parlagi madárhúr (Cerastium arvense), erdei madárhúr (Cerastium sylvaticum), aranyos veselke (Chrysosplenium alternifolium), magyar aszat (Cirsium pannonicum), borzas szulák (Convolvulus cantabrica), bókoló keltike (Corydalis intermedia), törpe keltike (Corydalis pumila), nizzai zörgőfű (Crepis nicaeensis), mocsári zörgőfű (Crepis paludosa), szép zörgőfű (Crepis pulchra), erdei ciklámen (Cyclamen purpurascens), taréjos cincor (Cynosurus cristatus), hússzínű ujjaskosbor (Dactylorhiza incarnata), fogtekercs (Danthonia alpina), babérboroszlán (Daphne laureola), réti szegfű (Dianthus deltoides), széles pajzsika (Dryopteris dilatata), piros kígyószisz (Echium maculatum), téli zsurló (Equisetum hyemale), magyar kutyatej (Euphorbia glareosa), magyar csenkesz (Festuca vaginata), csőrös füstike (Fumaria rostellata), prémes tárnics (Gentianopsis ciliata), igazi édesgyökér (Glycyrrhiza glabra), homoki fátyolvirág (Gypsophila fastigiata), kisvirágú hunyor (Helleborus dumetorum), porcikafű (Herniaria glabra), borzas porcika (Herniaria hirsuta), szirtőr (Hornungia petraea), karcsú orbáncfű (Hypericum elegans), pázsitos nőszirom (Iris graminea), hegyi kékcsillag (Jasione montana), vékony szittyó (Juncus tenuis), sziklai koldustetű (Lappula heteracantha), rutén bordamag (Laserpitium pruthenicum), erdei lednek (Lathyrus sylvestris), tömjénillat (Libanotis pyrenaica), turbánliliom (Lilium martagon), sárga len (Linum flavum), olaszperje (Lolium multiflorum), pettyegetett lizinga (Lysimachia punctata), epergyöngyike (Muscari botryoides), egérfarkfű (Myosurus minimus), (Myrrhoides nodosa), bugás macskamenta (Nepeta nuda), erdei békaszem (Omphalodes scorpioides), sárga iglice (Ononis pusilla), közönséges kígyónyelv (Ophioglossum vulgatum), poloskaszagú kosbor (Orchis coriophora), gömbtermésű sárma (Ornithogalum sphaerocarpum), fehér szádor (Orobanche alba), homoki vajvirág (Orobanche arenaria), nagy vajvirág (Orobanche elatior), sárga szádor (Orobanche lutea), recés szádorgó (Orobanche reticulata), csajkavirág (Oxytropis pilosa), henye tócsahúr (Lythrum portula), vörös acsalapu (Petasites hybridus), kőtörő aszúszegfű (Petrorhagia saxifraga), buglyos kocsord (Peucedanum alsaticum), homoki kocsord (Peucedanum arenarium), citromkocsord (Peucedanum oreoselinum), magas borsó (Pisum elatius), sziki útifű (Plantago maritima), csepleszmeggy (Prunus fruticosa), törpe mandula (Prunus tenella), berki boglárka (Ranunculus nemorosus), osztrák zsálya (Salvia austriaca), ligeti csillagvirág (Scilla vindobonensis), piros pozdor (Scorzonera purpurea), tavaszi görvélyfű (Scrophularia vernalis), kövér aggófű (Senecio doria), mezei aggófű (Senecio integrifolius), változó gurgolya (Seseli varium), vetési csillagfű (Sherardia arvensis), osztottlevelű őzsaláta (Smyrnium perfoliatum), homoki csibehúr (Spergula pentandra), tőzegpáfrány (Thelypteris palustris), borzas szarvasgyökér (Tordylium maximum), buglyos here (Trifolium diffusum), fehér zászpa (Veratrum album), pajzsos veronika (Veronica scutellata), pilisi bükköny (Vicia sparsiflora), dombi ibolya (Viola collina).

#### Állatvilága
Állatvilága szintén nagyon gazdag, mert a sokféle növénytársulás változatos élőhelyeket biztosít. A hegység belső területein lévő összefüggő erdőségek a zavarást nehezen tűrő fajoknak is menedéket nyújtanak.
A hegység déli lejtőinek ritkasága az öves szkolopendra nevű százlábú. Ez a vöröses páncélba öltözött ízeltlábú 10-15 centiméterre is megnő, rágókarmának mérge fájó és elhúzódó gyulladást okoz. Érdekes tulajdonsága, hogy petéit egy hónapon át magához szorítva dajkálja, közben nem mozdul, nem is táplálkozik.
A tölgyerdők gyakori ízeltlábúi a mérgező szőröket hullató búcsújáró pille, a gyapjas pille és  nagy téli araszoló, melynek hernyója az erdők lombjaiban nagy károkat okoz. Utóbbi a fürkészdarazsaknak, bábrablóknak és kakukkoknak nyújt táplálékot. Gyakoriak a gubacsdarazsak által készített gubacsok. Meleg, füves területeken él Magyarország legnagyobb pókja, a cselőpók. A Vértesben melegkedvelő pontusi és balkáni gyíkfajok is élnek. A Vértesben mintegy 70 madárfaj fordul elő, ragadozó- és vízimadár-állománya Európa-hírű. A szurdokvölgyek és a hegylábi vidék ürgés legelői felett gyakran kering a parlagi sas, a kerecsensólyom, vagy a kígyászölyv. A vadászható nagytestű emlősöket a gímszarvas, az őz, a vaddisznó és a betelepített dámvad képviselik.

## Történelme

### A honfoglalás előtt
Mivel a Vértes szomszédaihoz, a Bakonyhoz és a Gerecséhez képest jóval szegényebb emberi megtelepedésre alkalmas barlangokban, így őskori történetétől is kevesebb emlék maradt fenn. (A 350000 éves előember telepének otthont adó Vértesszőlős - nevével ellentéteben a Gerecse peremén fekszik.) A Csákvári-barlangból (Báraczházi-barlang) a Szeleta-kultúrához tartozó kőeszközök kerültek elő.
A bronzkori leletek Csákvár környékén pásztornépek megtelepedésére utalnak. Csókakőnél a vonaldíszes kultúra emlékei és egy ismeretlen korú földvár maradványai kerültek elő. A Vaskorban kelták jelentek meg a területen, nyomaik Csákvár, Csákberény-Orondpuszta és Mór Vajai-dülőjében láthatóak. A kelták az I. században római uralom alá kerültek. a Vértes Pannonia provincia belső területe lett, mely a határvidék ellátásában töltött be fontos gazdasági és közlekedési szerepet. A mai Csákvár területén épült fel Floriana fallal körülvett városa, mely fontos közlekedési csomópont volt. Eddig egy lakóházat, egy fürdőt és kb. 2000, a 2-5. századra keltezhető sírt tártak fel itt a régészek. A Csákvári-barlangban (Báraczházi-barlang) Diana-szentély épült, innen latin nyelvű feliratok is fennmaradtak. Csákberény területén a Villa Rustica nevű villagazdaság működött, ennek 6 épületét és fürdőjét tárták fel. Temetőjéből as helyi kelta lakosságot ábrázoló, feliratos sírkövek kerültek elő. Szintén villagazdaság működött a csókakői Bödön-kúti-dülőben, Vértessomlón pedig padlófűtéses házak és fűtőpincéik maradtak fenn. A népvándorlás korából leginkább avar temetők ismertek (Oroszlány, Vértessomló, Orondpuszta). Utóbbiból 420 sír ismert, a leletek között ezüstveretes kard, kopja, íj és bronzcsatok találhatóak.

### Várak a Vértesben

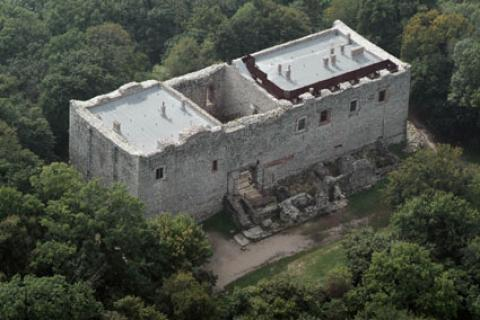
Gesztesi vár

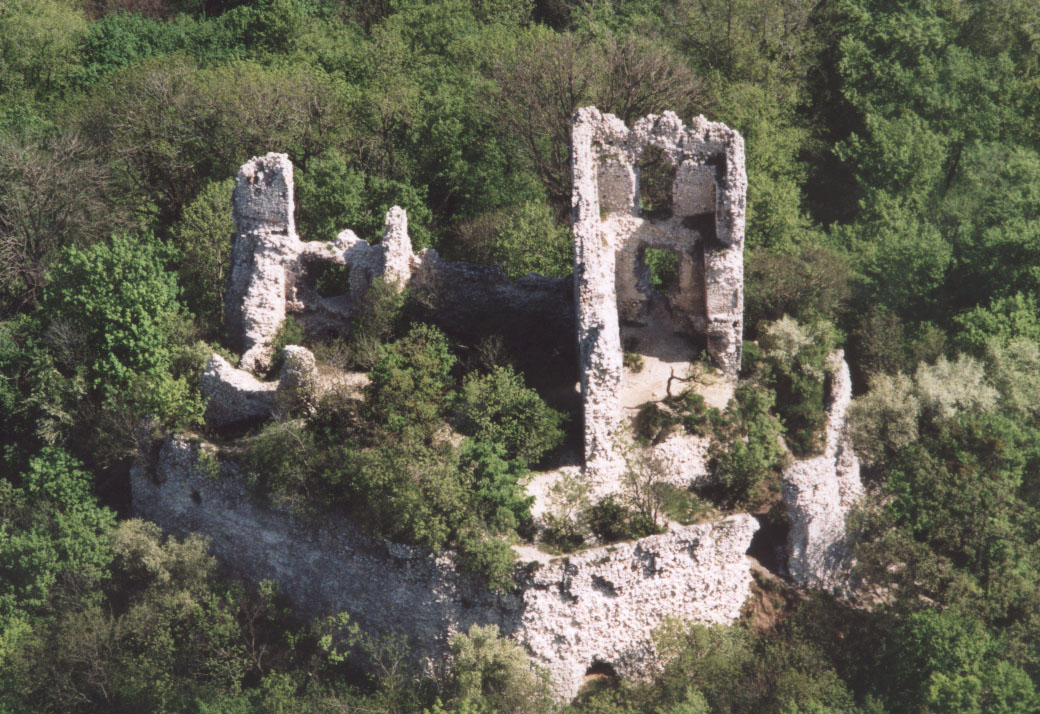
Vitányvár

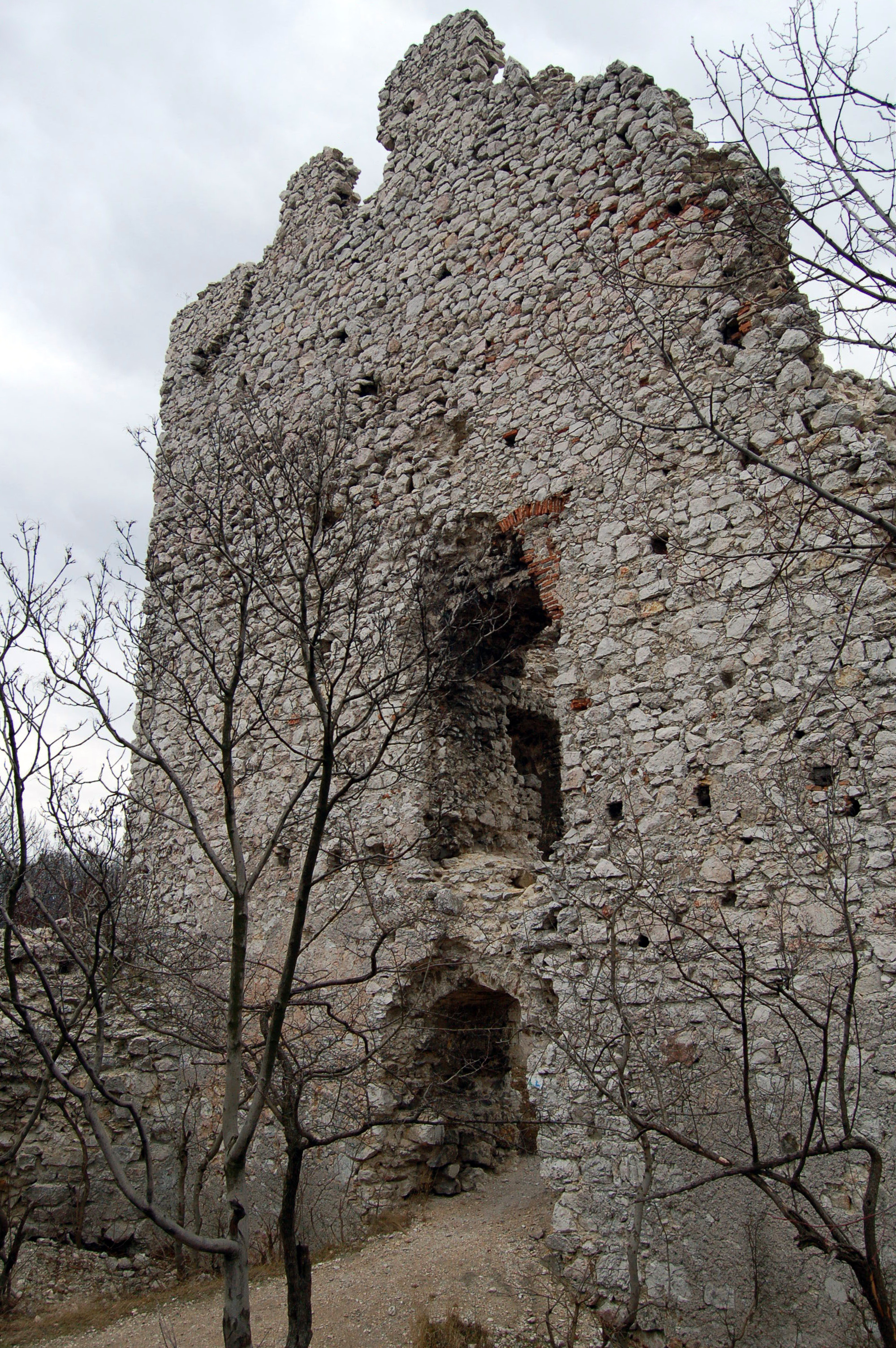
Vitányvár, lakótorony

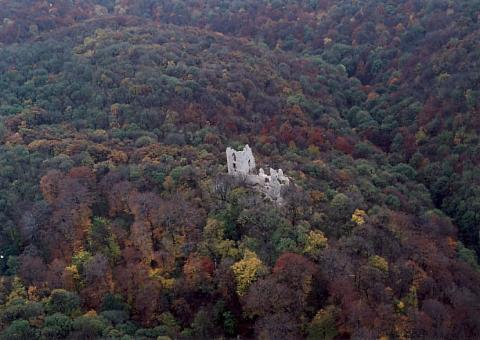
Vitányvár

#### Gesztesi vár
A gesztesi vár a vértesi várrendszer legnagyobb és legjelentősebb tagja volt. Első okleveles említésekor, 1332-ben is már királyi várként szerepelt. A belső vár szabályos téglalap alaprajzú, melynek külső falai nagyrészt a második emelet ablakkönyöklőinek magasságában állnak. A vár északi homlokzatán van a kapubejárat – mely félköríves záródású és egyszerű élszedéssel díszített.
Az 1960-ban megindult régészeti kutatás alapul szolgált a vázlattervek elkészítésére, melyek szerint a helyreállítást végezték. A sokféle igény – kőtár, raktár, konyha, étterem, turistaszálló, gondnoki lakás – kielégítésére törekedtek, de előtérbe helyezték a helyreállítási szempontokat, melyek közül a nyíláskiegészítések jelentették a legnagyobb problémát.

#### Vitányvár
A Vértes hegység északi lejtőjén, Körtvélyespuszta fölött, a 417 m magas Nyerges-hegy közelében egy erdővel borított kisebb kúp tetején találjuk a szabálytalan, megközelítően ötszög alaprajzú, belsőtornyos, „háromsejtes” elrendezésű, kis területű vár romjait.
A várnak egy-egy 2,5 m falvastagságú tornya és a kettő között egy udvara volt, melynek külső falai mintegy 6 m magasan épültek. A lakó- és egyéb épületek a védőfalak mellett helyezkedtek el. Mindkét torony kb. 15 m magasan ma is áll, tetején a védőoromzat maradványaival. Nagyméretű ablaknyílásaiban kőkeretes, gótikus ablakok láthatók. Ma is megfigyelhetők az emeleteket elválasztó fafödémek helyei és a boltozat nyomai. A várat mintegy 4,5 m átlagszélességű falszoros vette körül, a védőfalat kívül árok és sánc övezte, majd 15-20 méterre újabb árok húzódott, ezzel is erősítve a vár védelmét.
A vár keletkezésének idejét és építőjének nevét nem ismerjük. Feltehetően az itt birtokos Csák nemzetség egyik tagja építhette a tatárjárás után. Várnagyként a Gutkeled nemzetségből származó II. Mihályt 1319-1324-ben említik okleveleink, és mint királyi vár „Castrum Vitam, Vytam, Wyttam” alakban 1379-ben szerepel iratainkban.
Albert király 1437-ben Rozgonyi István fiának, Jánosnak zálogosította el a várat, melyet I. Ulászló királytól adományként is megkapott. 1445-ben Újlaky Miklós foglalta el, 1448-tól zálogként bírta. V. László királytól 1453-ban Rozgonyi János, Rajnáld és Oszváth adománya lett, mely adományt Mátyás király 1458-ban. 1459-ben és 1460-ban megerősített. Mátyás halála után 1493-ban Csókakő várával együtt Egerváry László horvát bán, majd István zálogbirtoka. Egerváry István magtalan halála után, 1512-ben Kanizsai György horvát bán szerezte meg, kitől Kanizsai László országbíró örökölte. A kettős királyság idején János király parancsára 1534-ben, a fehérvári keresztesek konventje Héderváry István és fiait, Lőrincet s Györgyöt iktatta be „castri Wyttham in Albensi” birtokába.
A török először 1529-ben ostromolta, majd 1543-ban el is foglalta. Később magyar kézre került, de 1559-ben újra a töröké, akiktől 1566-ban sikerült ugyan visszafoglalni, a következő évben azonban már újra a török birtokolta. Véglegesen Pálffy Miklós szabadította fel 1597-ben, és a következő évben felrobbantották, megakadályozva ezzel, hogy a török a vár falai közé befészkelhesse magát.
A 18. századtól az Esterházy család tulajdona volt. Anyagát építési célokra használták fel.
Egy monda is fűződik a várhoz, amely természetesen igazságos Mátyás királyunkhoz kapcsolódik. A történet Gerencsérvár jóságos és szépséges várkisasszonyának, Ujlaki Klárának és a szomszédos Vitányvár délceg kapitányának, Héderváry Imrének szerelméről szól. Amikor apja, Újlaki Miklós – a király hatalmával is dacoló főúr – egy német grófhoz akarta hozzáadni a lányt, Klára a szökést választotta jegyeséhez Imréhez, a Vértes északi lejtőjén épült Vitányvárába. A vár körül ma is fellelhetők a várárok nyomai. Ezek a várárkok is sokat segítettek abban, hogy ellenállhasson az ostromnak, amelyet Újlaki Miklós a lányáért indított. Nem is tudott volna bejutni, ha nem akad egy áruló, aki felfedi a titkos folyosót, amely közvetlenül a várkapitány szobájába vezetett. A bősz apa elvakult dühében az ifjút leütötte, a lányát pedig magával hurcolta és szörnyű büntetésként vára pincéjébe élve befalazta. A jószívű szolgák egy titokban hagyott résen keresztül élelemmel és meleg holmival látták el, törődésükkel segítve szeretett úrnőjük életben maradását. Ők hozták a hírt arról is, hogy Héderváry Imre felgyógyult, és az igazságos Mátyás támogatásával menyasszonya kiszabadítására készül. Újlaki Miklósnak tehát kegyetlen tette következményeként legnagyobb ellenségével, magával a királlyal kellett szembe néznie. A „saját vérét pusztító keselyű”, a fékezhetetlen, gőgös gerencséri várúr erre az időre már megtört annyira, hogy a király színe előtt elismerte: „minden vagyonát odaadná lánya egyetlen mosolyáért”. Ekkor lépett elő Klára és Imre. A történet apa és lánya boldog kibékülésével, a fiatal pár egybekelésével valamint Mátyás király és Ujlaki Miklós békekötésével zárult. Gerencsérvár és Vitányvár romjai ma békésen pihennek a Vértesben. Tanulsága: „A szerelem mindent legyőz!”

#### Csákvár
Itt emelkedett korai Árpád korban a település nevében szereplő Csák nemzetség vára. A honfoglalást regényes geszta formájában elmondó Anonymus tesz említést Csákvárról: Árpád vezér (Bodajk hegyétől) kelet felé Elődnek, Szabolcs apjának erdőt adott, melyet most Vértesnek hívnak. Ez alatt az erdő alatt a Fero-mocsár (Velencei-tó) mellett Szabolcs unokája, Csák sok idő múltával várat emelt. Kézai Simon is erre a vidékre helyezte a Szabolcstól eredő Csákok ősi, még honfoglalás kori szállásterületét. A község nevének legkorábbi írásos előfordulásai: Saac Castrum, Chakvara (1228, 1237, 1460). A XV. században már piacos hely. II. Lajos1519-ben Gesztes várával együtt Török Imrének adományozta. 1543-ban a török hadak elfoglalták és elpusztították a Csákvárt és térségét.

## Gazdasága

### Bányászata
A Vértes két fő ásványkincse a barnakőszén és a bauxit. A barnakőszenet a tatabányai és az oroszlányi szénmedence területén, a bauxitot Gánt környékén termelték ki. Napjainkra a bányászat teljesen megszűnt a hegység területén.
A tatabányai szénmedencében a nagyipari kitermelés 1896 decemberében indult meg, amikor a Magyar Általános Kőszénbánya Rt. (MÁK) megnyitotta első aknáját. A kutatásokat még az előző évben kezdte meg Zsigmondy Béla vállalata, de csak 1896 márciusában, a negyedik fúrás alkalmával bukkantak 118 méteres mélységben egy 6,8 méter vastagságú eocén korú barnakőszén rétegre. Augusztusban elkezdték kialakítani az első aknát, mely december 24-én érte le a szénréteget. A további kutatások is eredményesek voltak, így már a következő évben megindult a második és a harmadik akna mélyítése.
A kitermelés a gazdaságosan kibányászható készletek elfogyásával 1987 augusztusában fejeződött be. Az addig kiépült, összesen 26 aknából 166,6 millió tonna szenet hoztak a felszínre, további 4 millió tonnát pedig külszíni fejtéssel termeltek ki.
Az oroszlányi szénmedence területén az 1900-as évek elején indultak meg a kutatások, de a kitermelés csak 1937. szeptember 1-jével kezdődött meg. A kitermelés 1965-ben érte el a csúcsát, ebben az évben 3,55 millió tonna szenet hoztak felszínre. A régi aknák kimerülésével a bányászat nyugatra, Pusztavám felé tolódott el. 1981-ben itt nyitották meg az eocén program keretében létesült márkushegyi bányát, mely az ország legkorszerűbb bányaüzeme volt. A szén kitermelése itt 2014. december 31-ig zajlott, vagyis ez volt Magyarország utolsó működő barnakőszénbányája. Az oroszlányi szénmedencéből a bányászat 77 éve alatt 139 millió tonna szenet termeltek ki.

### A Vértes borai

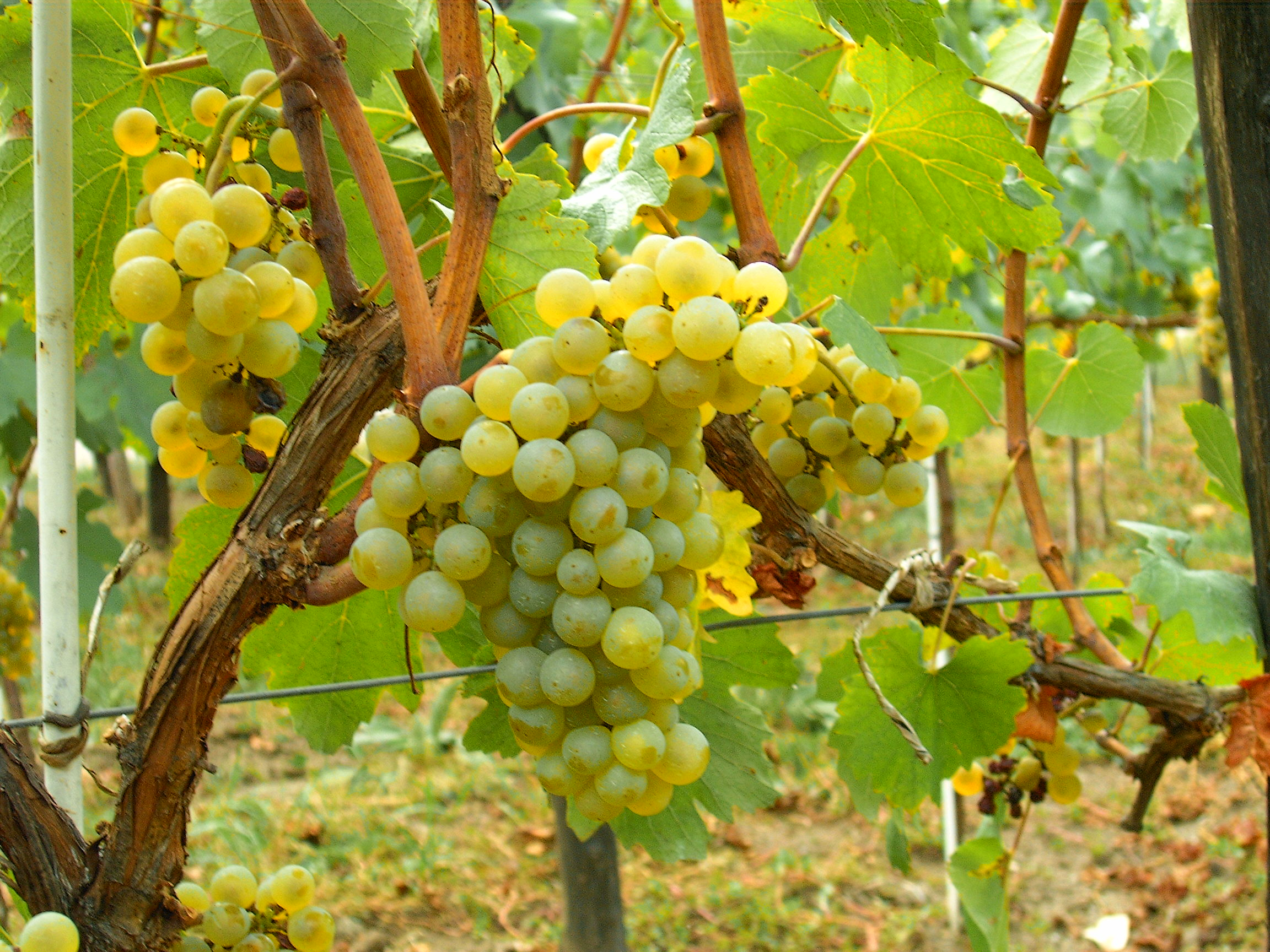
Chardonnay szőlőszemek

A régi bortermő vidék a Móri-árokban, a Vértes hegység déli lejtőin terül el. Hírnevét az 1700-as évek után betelepített németeknek köszönheti. A szőlőkultúrához tartozik a kopaszmetszéses fejművelés, a gyomlálás. A Vértes hegységet karbon alkotja, előterébe pannonagyag, lösz, homok kavics található. Szellős huzatos klímájú ami nem kedvez a gombabetegségeknek. Csak fehérbort termesztenek. Eleinte kizárólag Ezerjót, későbbiekben Leánykát, Zöld veltelinit, Irsai Olivért és Chardonnayt. A móri borok kellemes illatúak, testesek, tüzesek.

## Természetvédelem

### A Vértes Natúrpark
A Vértes Natúrpark kialakítását az elsők között kezdte meg a Pro Vértes Természetvédelmi Közalapítvány 13 települési önkormányzat és több civil szervezet összefogásával. A natúrpark északi kapuja Majk, a déli pedig Csákvár.
Bodmér, Bokod, Csákberény, Csákvár, Csókakő, Gánt, Mór, Oroszlány, Pátka, Pusztavám, Szár, Szárliget, Tatabánya, Várgesztes, Vértesboglár, Vértessomló és Zámoly valamint a Fejér és a Komárom-Esztergom megye önkormányzata mellett a Pro Vértes Természetvédelmi Közalapítvány, a Duna–Ipoly Nemzeti Park és a Vértesi Erdő Rt. közreműködésével, tízéves szervezőmunka után 2005. október 27-én avatták fel az ország első hivatalosan bejegyzett natúrparkját.
A Vértes Natúrpark avatásán az érintett települések polgármesterei és a szervezetek képviselői hintón vonultak be az ünnepség helyszínére, elhelyezték jelképes „hozományukat”, amely a Vértesi Natúrparkba bevitt értékeiket képviseli. A részt vevők facsemetét ültettek, összeállították a natúrpark „ízlenyomatát”, azaz szabad tűzön készítették el a vidékre jellemző hagyományos ételeket.
A natúrpark természeti és kulturális kincseit is megtekinthetik az érdeklődők a Vértesi Múzeumban, amely nemrégiben költözött régi helyéről a Geszner-házba. A Vértes Natúrparkba látogatók az évszaktól függően kirándulhatnak a környéken: megtekinthetik a Csíkvarsai rétet, a Báraczházy barlangot, az Esterházy-kastély parkját. Szakvezetéssel bejárhatják a környék tanösvényeit is.

### Tanösvények

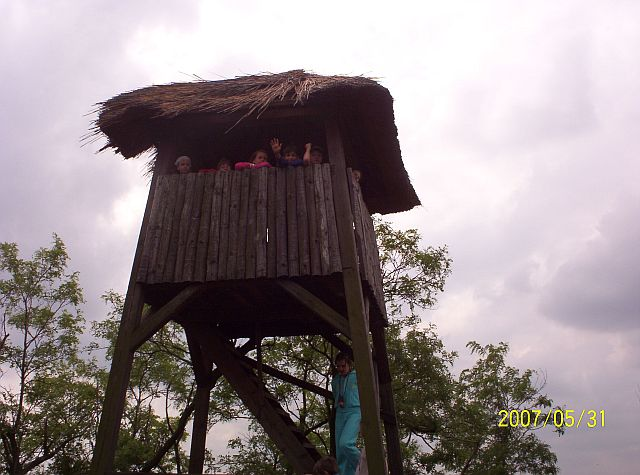
Vidrafű tanösvény

#### Vidrafű tanösvény
A Vidrafű tanösvény a Csíkvarsai-rét kiveszőben lévő lápvilágának titkaiba enged bepillantást.
A túra során végigjárhatjuk a hajdani tó és lápvilág feltöltődésének valamennyi állomását, felfedezhetjük ritka növényeit, fészkelő, illetve táplálkozó madarait, valamint találkozhatunk a területet fenntartó szilaj szürkemarha gulyával is.
A túra hossza 13 és fél kilométer, s mivel az útvonal fokozottan védett területen halad keresztül, csak szakvezetővel látogatható. A kirándulás egészen estig tart, utolsó programja az esti békakoncert, amikor is az éjszaka rejtelmes hangjainak megismerésében a vezetőnk segít bennünket.

#### A Haraszt-hegyi botanikai-geológiai tanösvény

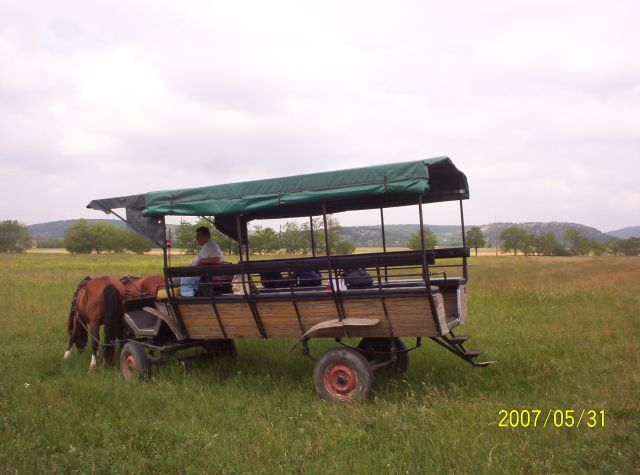
Pusztabusz

A Haraszt-hegyi botanikai-geológiai tanösvény (Csákvár mellett) a kevésbé edzett kirándulók számára is kellemes program. Az útvonalat végigjárva megismerkedhetünk hazánk egyik „szubmediterrán szigetével”, annak jellegzetes délvidéki növény- és állatvilágával. A tanösvény változatos élőhelyek között kanyarogva ér fel a hegytetőre, ahonnét csodás kilátás nyílik Csákvárra, a Zámolyi-medencére és a Velencei-hegységre. A túra hossza három és fél kilométer. A tanösvény szakvezető nélkül is szabadon látogatható, bejárata a faluból Gánt felé vezető úton, a falu határában, jobb oldalon található.

#### A Síkvölgyi maradvány forrásláprét

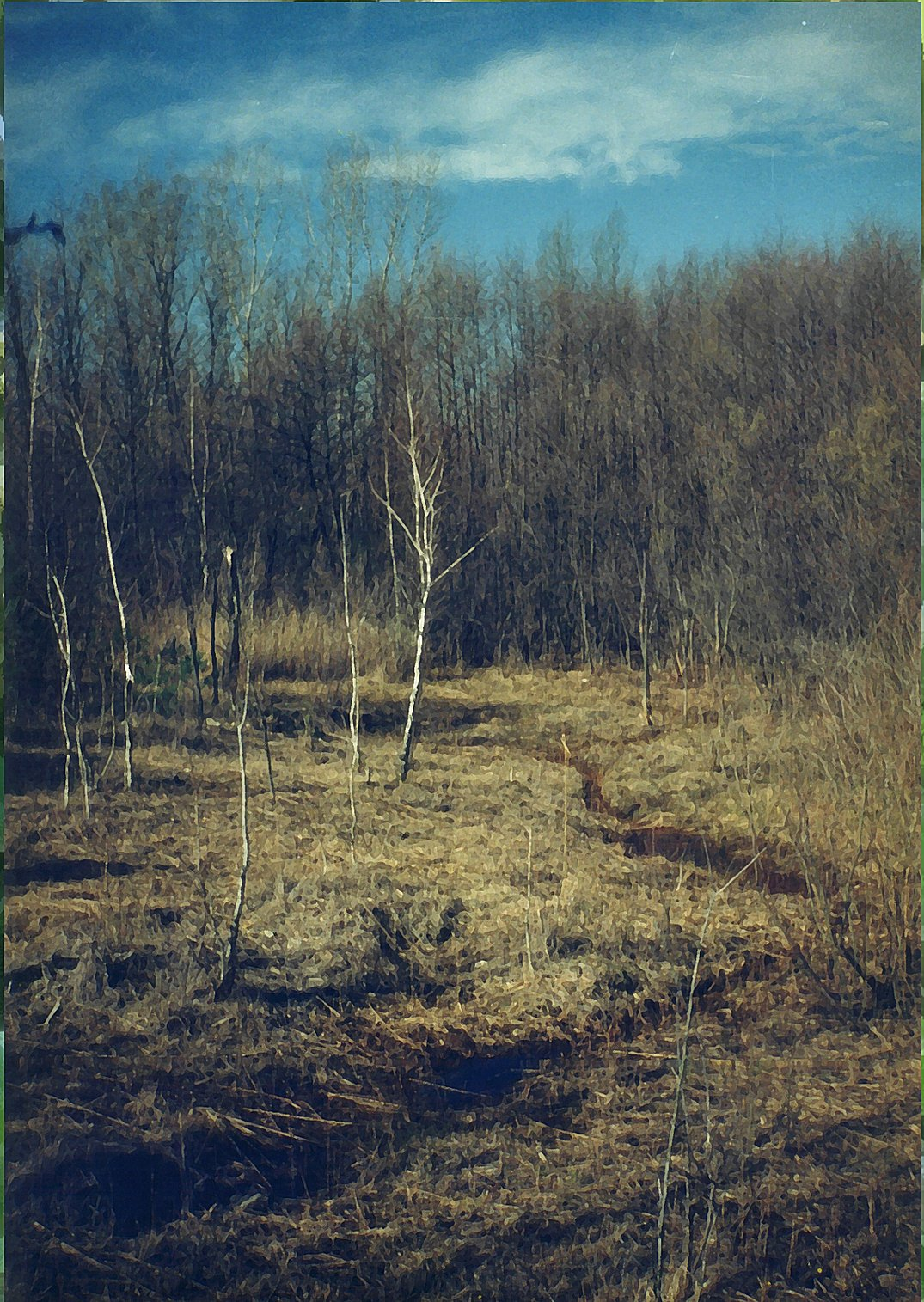
Láprét

A síkvölgyi maradvány forrásláprét a valamikor a Síkvölgy térségére jellemző forrásláp-láprét-rétláp-láperdő növénytársulás-komplex utolsó képviselője. Ezen élőhelyek egykori kiterjedését már csak becsülni tudjuk. Valószínű, hogy a Síkvölgy valamennyi mélyebb térségét, így a jelenlegi összes horgásztó helyét is ez a növénytársulás-együttes uralta. Ez több mint 10 hektárnyi terület!
A horgásztavak kialakításával azonban még mindig maradt egy kb. 2,5 hektárnyi vizes élőhely-együttes, amely a forrásláprét felett foglalt helyet. Ezt a területet 1981-ben még a máshol, hasonló élőhelyeken veszélybe került növénypopulációk áttelepítésének célterületeként határozták meg. Sajnos ez a terület sem kerülhette el a többi síkvölgyi vizes élőhely sorsát: a 2,5 hektárból mintegy 1,5 hektárt feltöltöttek, így a vizes élőhely-komplex területe a mai 80 m2-nyi igen értékes forrásláprétre és a tőle északra lévő, közel egy hektár másodlagos égeres láperdőre korlátozódott.
A terület elnevezése – maradvány forrásláprét – sugallja, hogy az átalakulásban előrehaladott, átmeneti állapotú, kiszáradó és minimálisra csökkentett területű társulások együtteséről van szó. A forrásláprét szó jelöli, hogy a lápot a területén fakadó források is táplálják, így meszes forrásláprét jellege van. Valamikor ez a társulás uralkodó típus lehetett itt, de a feltöltés során ennek döntő része megsemmisült. Ugyanakkor a láp kiszáradóban van, aminek legfőbb oka a területről éveken át a szomszédos tavakba elvezetett lápvíz, és kisebb részben az elmúlt évek szárazabb időjárása. A feltöltődés előrehaladtával és a szárazodással párhuzamosan jelenleg a láprét, majd végül a láperdő lesz jellemző a területre.
A forrásláprét sajátos hideg mikroklímával rendelkezik, melynek köszönhetően a 15 ezer évvel ezelőtti utolsó jégkorszak idején hazánkba érkező széleslevelű gyapjúsás is előfordul itt. Az érdekesebb, értékesebb növényfajok közül megemlíthető még a tarka zsurló igen jelentős állománya. Két orchideafaj is előfordul a területen, ezek a hússzínű ujjaskosbor és a mocsári nőszőfű. Nagy mennyiségben található itt a kereklevelű körtike, amely jelenlétét a magasabb pontokon jelenlévő fenyők talajsavanyító hatásának köszönheti. Ambrus András húsz évvel ezelőtti, főként szitakötőkkel foglalkozó munkássága során öt olyan védett növényfajt talált meg itt, amely már kihaltnak tekinthető. Ezek a fehérmájvirág, és négy orchideafaj: a fehér madársisak, a kardos madársisak, a békakonty és a vitéz kosbor.
A forrásláprét állapota az utóbbi időben tíz év alatt is sokat romlott. A valamikor kiemelkedő értéket képviselő tócsa szitakötő szinte eltűnt, pedig ez utóbbi faj kiemelkedő faunisztikai érték volt. A forrásláprét fennmaradásának feltétele a folyamatos kezelés. A területet rendszeresen kaszálni kell és vissza kell szorítani az előretörő láperdőt. A vizet elvezetni nem szabad, a vízelvezető árkok betemetése ezt a célt szolgálta. A kiszáradás hatására megjelent a medvefül kankalin.

## Képek

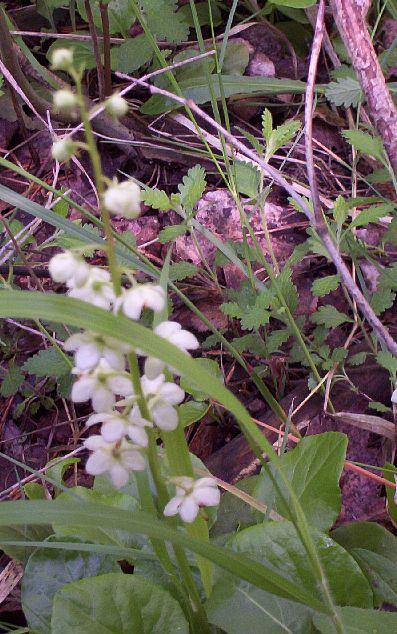
Kereklevelű körtike
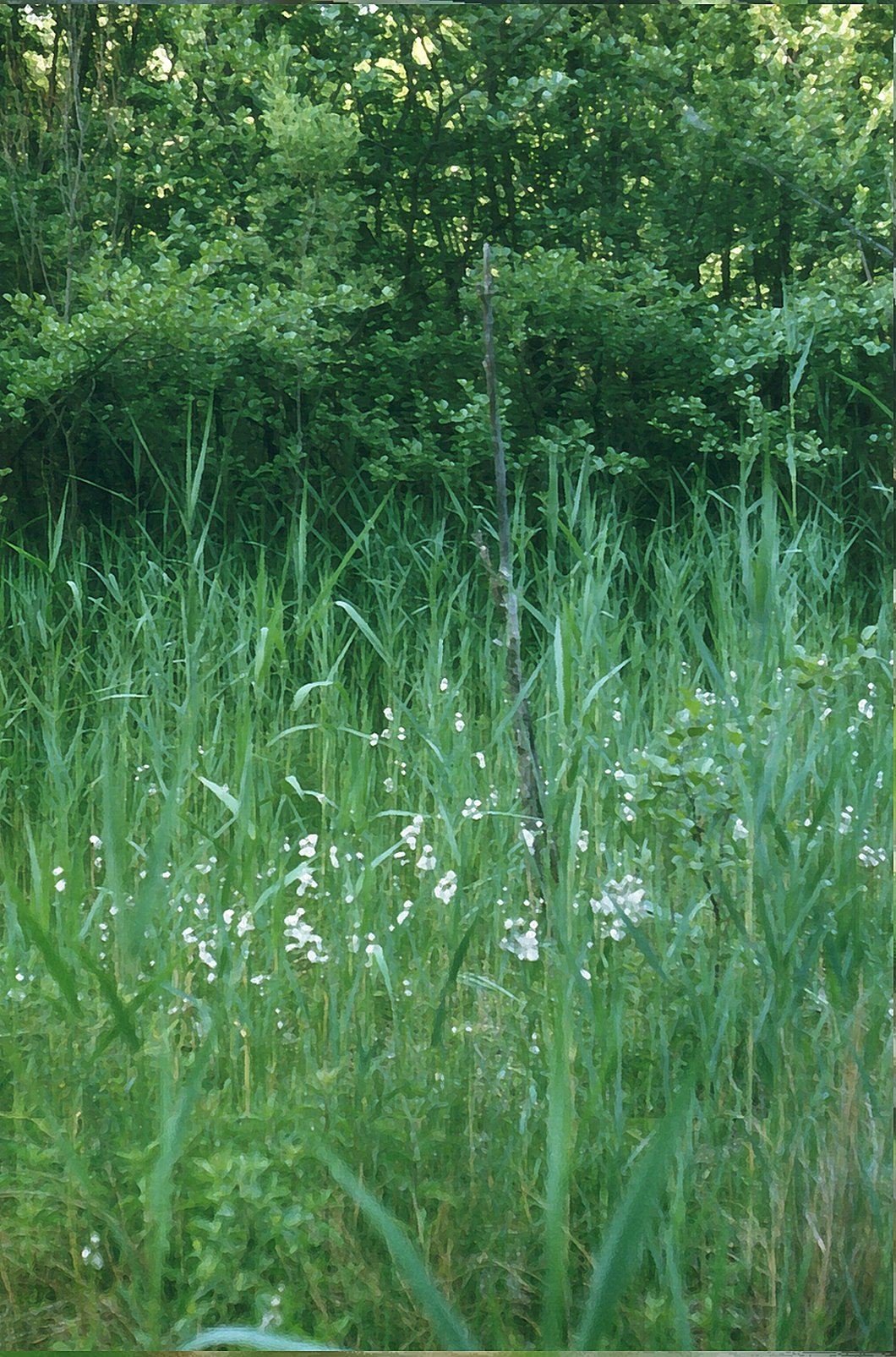
Láprét panoráma, széleslevelű gyapjúsás
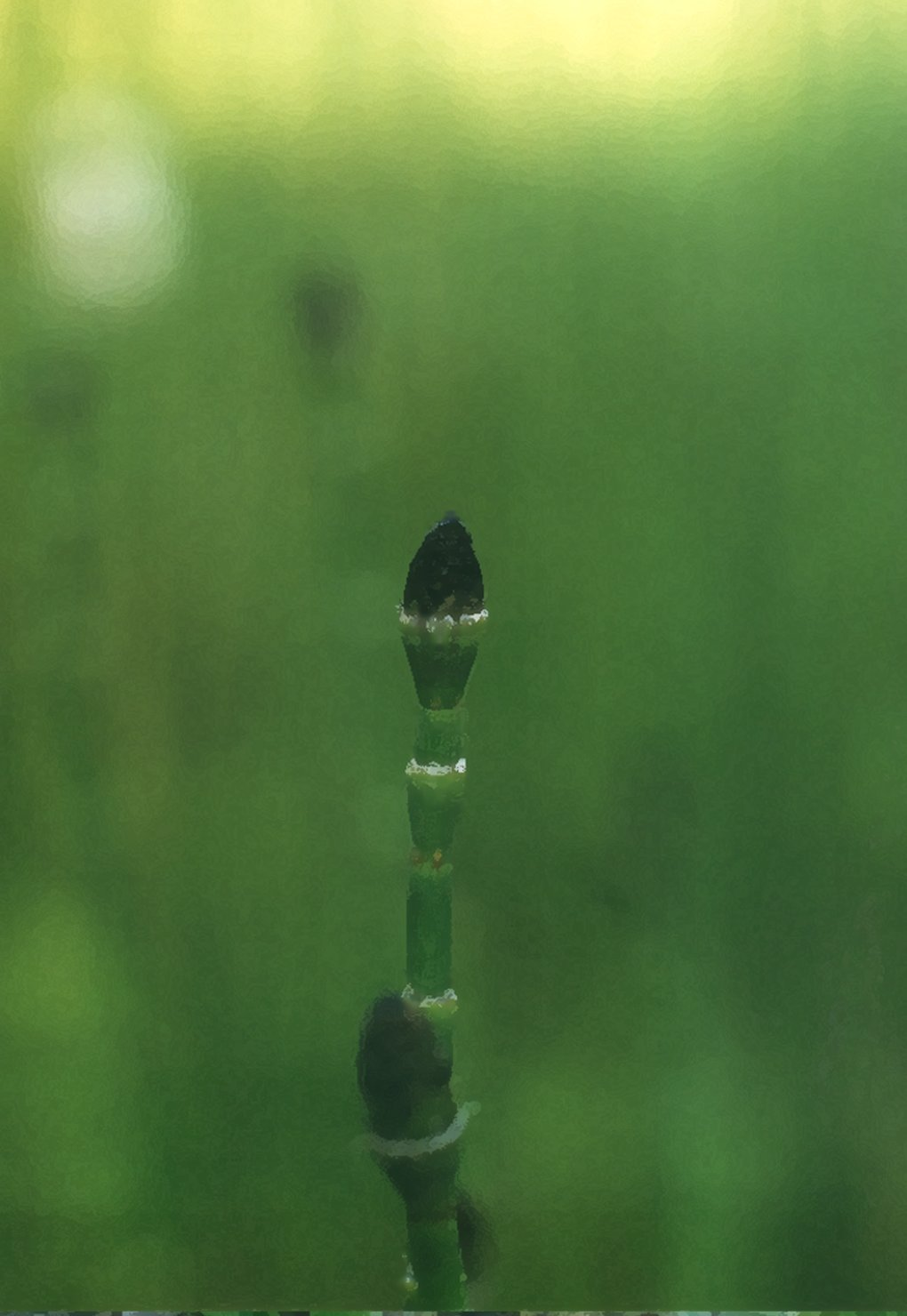
Tarka zsurló
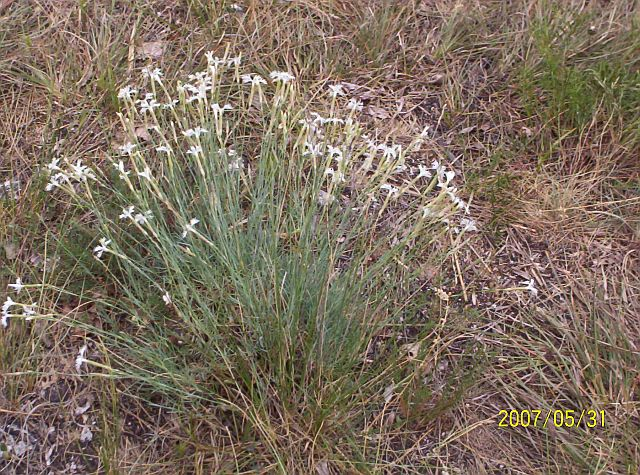
István király szegfűje (Haraszt-hegy)
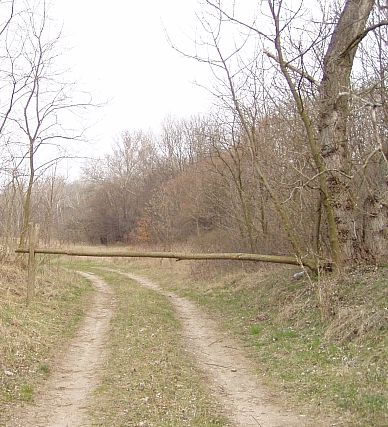
A síkvölgyi maradvány forrásláprét bejárata
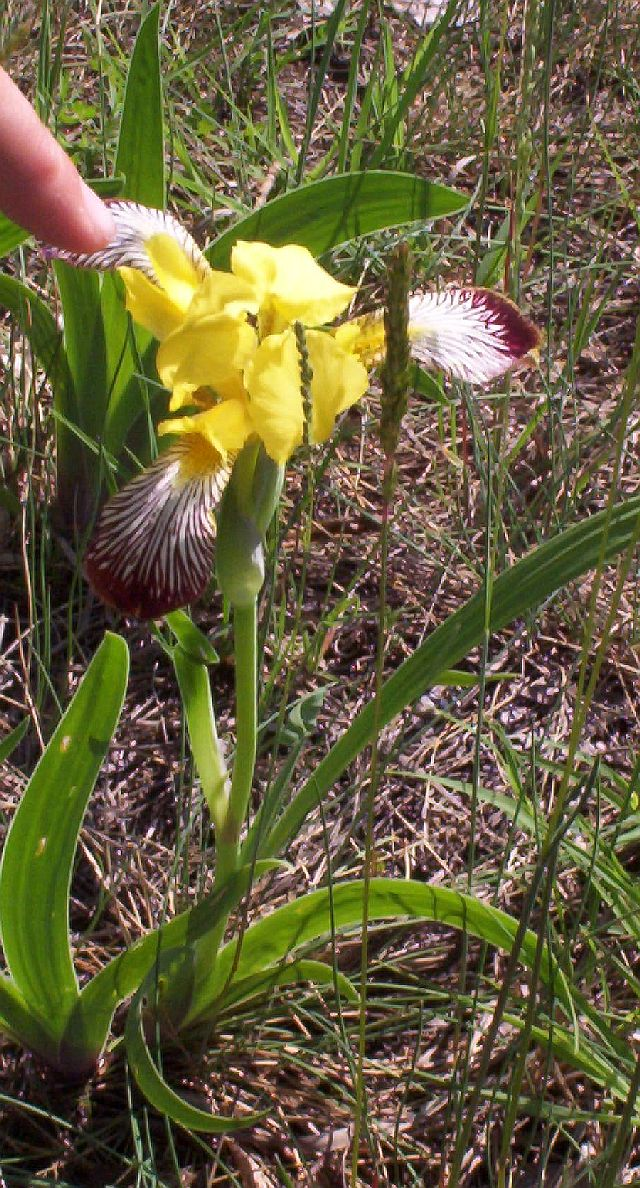
Tarka nőszirom
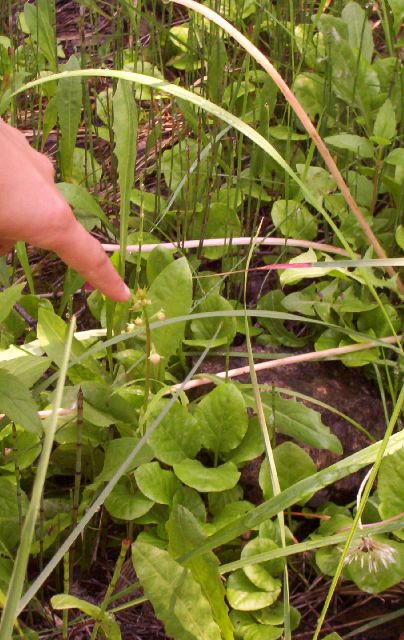
Körtike
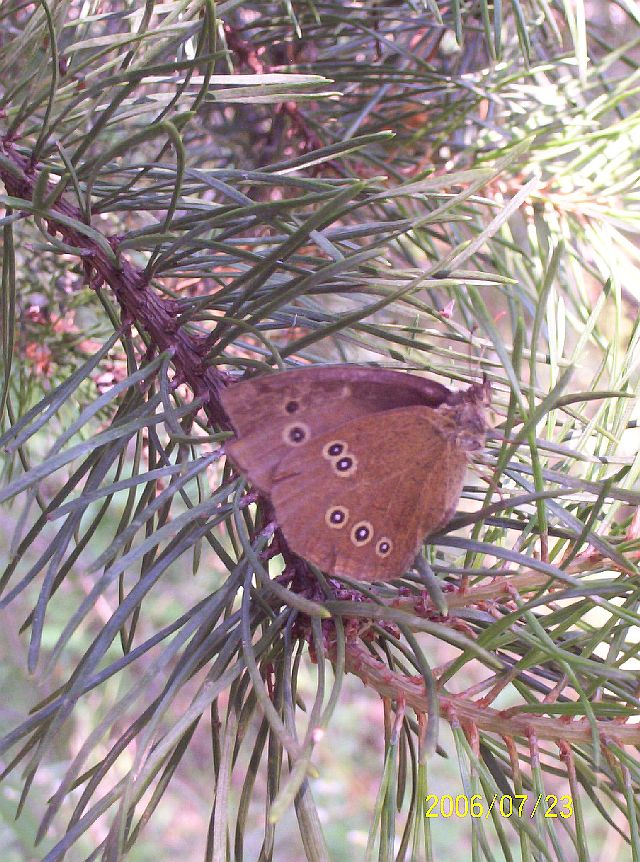
Közönséges ökörszemlepke
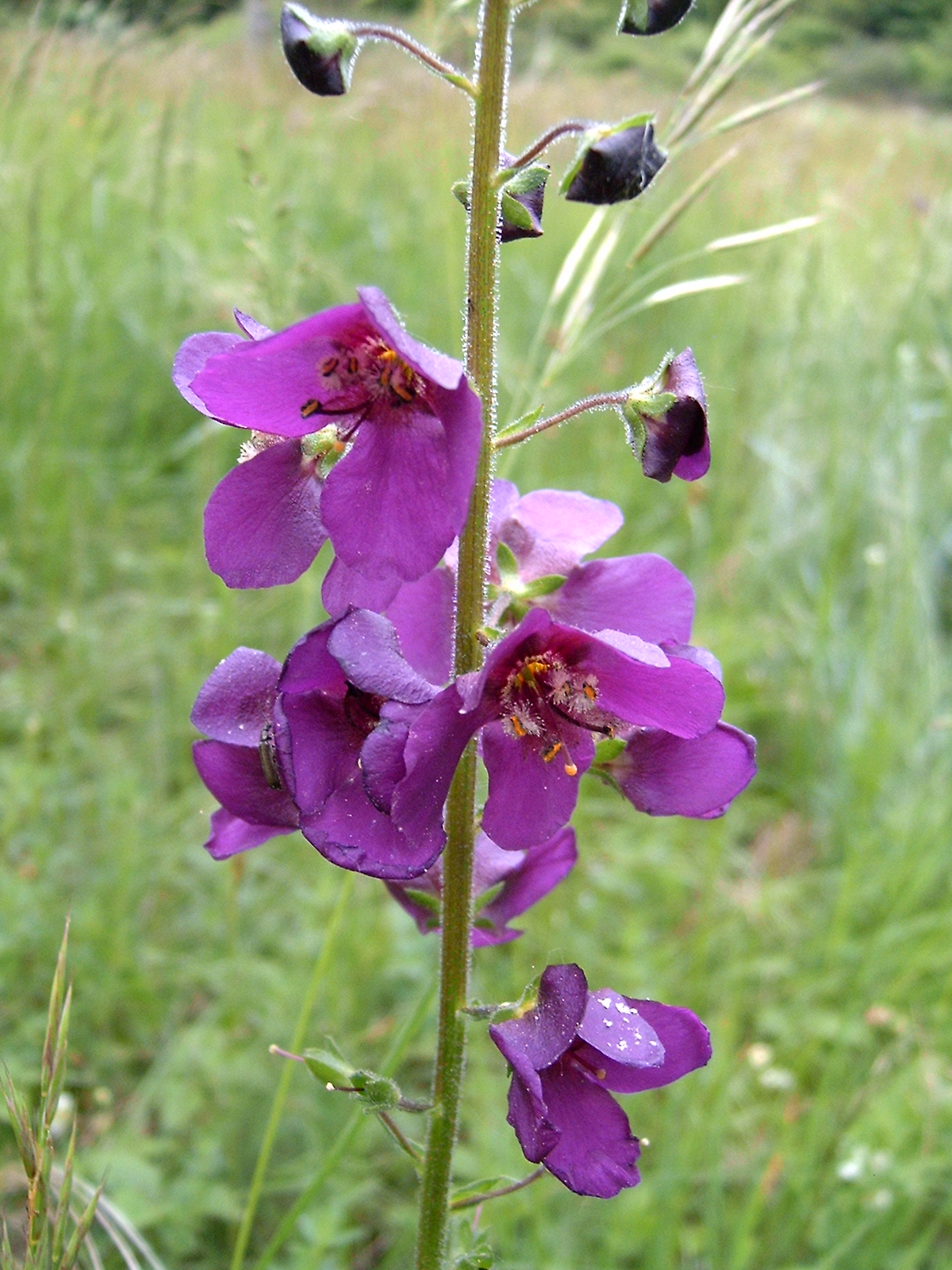
Lila ökörfarkkóró (Verbascum phoeniceum) Gánt közelében
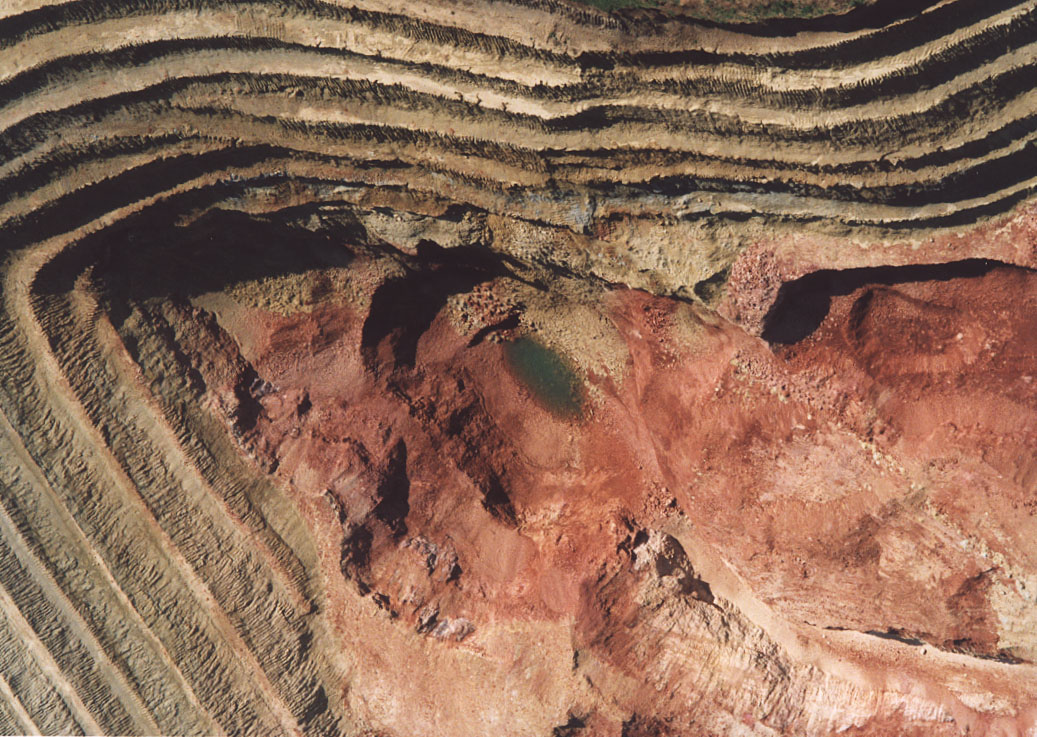
Gánti bánya légifotó
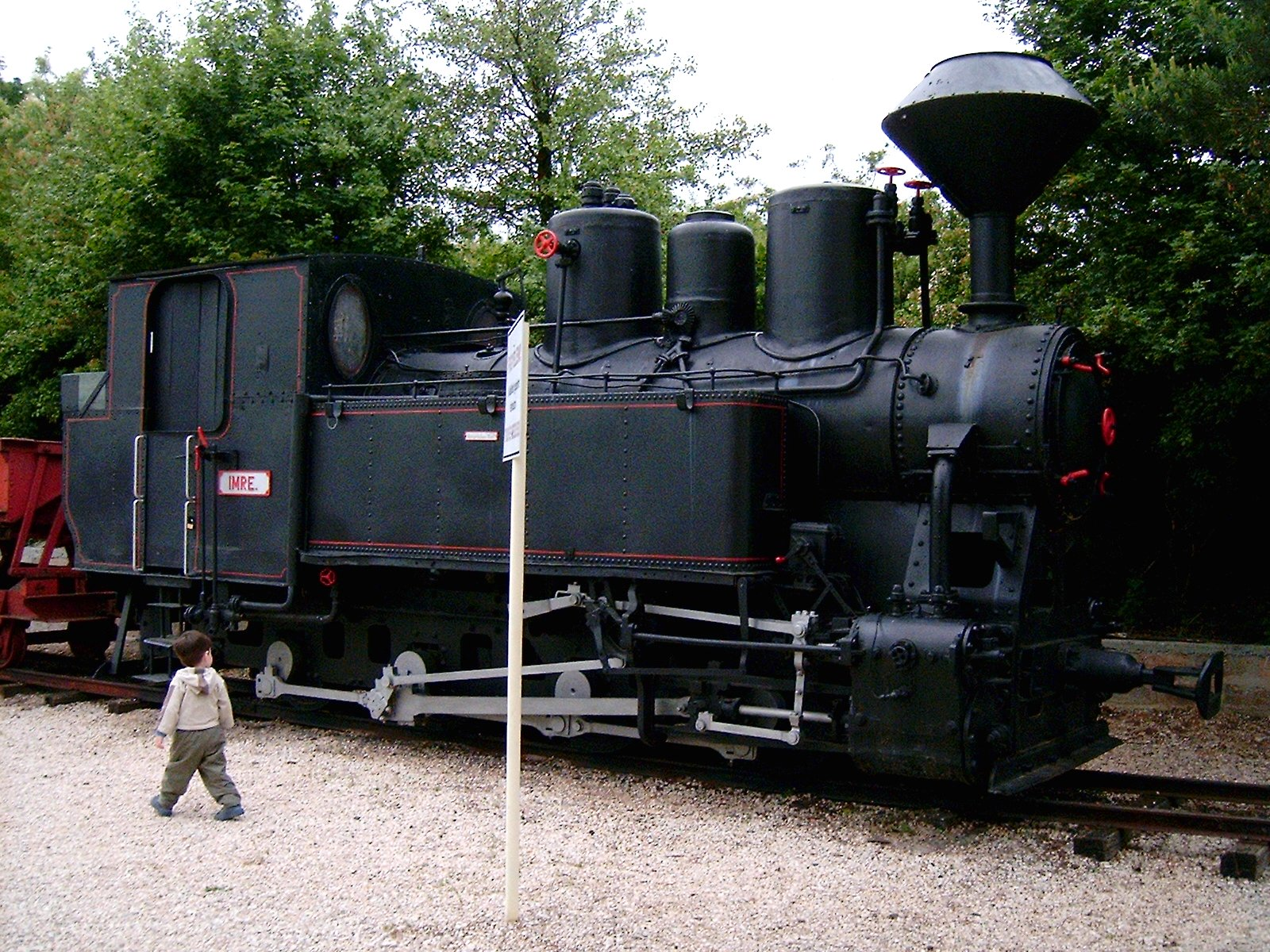
Keskeny nyomtávú gőzmozdony a gánti bányamúzeumban
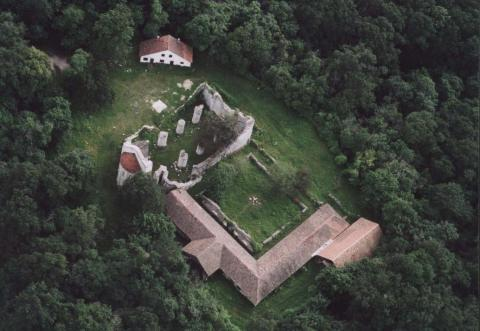
Vértesszentkereszt